# Carlo Augusto di Sassonia-Weimar-Eisenach
Carlo Augusto di Sassonia-Weimar-Eisenach (Weimar, 3 settembre 1757 – Graditz, 14 giugno 1828) è stato duca di Sassonia-Weimar e di Sassonia-Eisenach (in unione personale) dal 1758, duca di Sassonia-Weimar-Eisenach dalla creazione dello stato nel 1809, e granduca dello stesso Stato dal 1815 fino alla sua morte.

## Biografia

### Infanzia e ascesa al Ducato

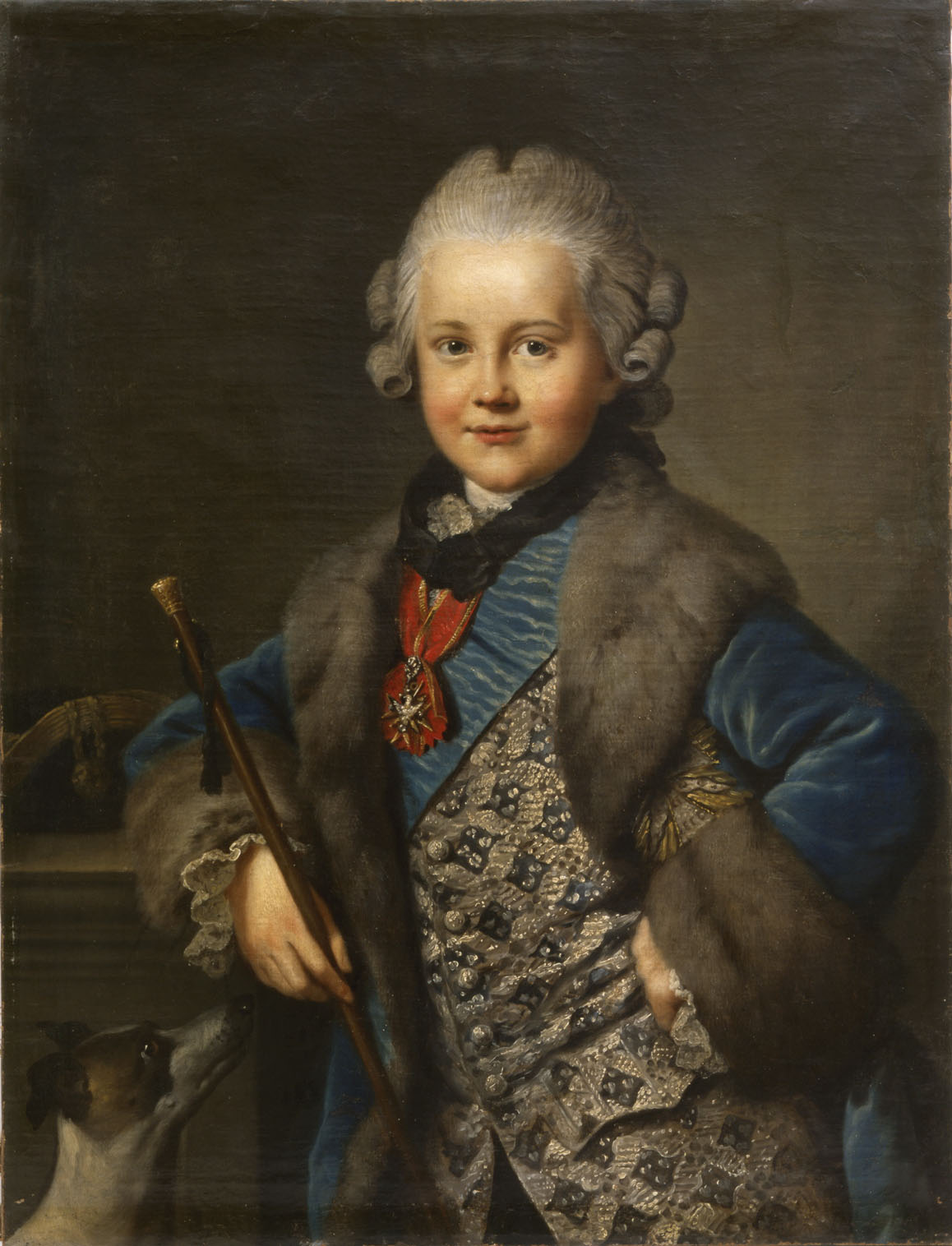
Carlo Augusto ritratto in tenera età da Johann Georg Ziesenis nel 1769

Carlo Augusto era il figlio maggiore di Ernesto Augusto II di Sassonia-Weimar-Eisenach (1737 – 1758) e di Anna Amalia di Brunswick-Wolfenbüttel (1739 – 1807).
Suo padre morì quando egli aveva appena nove mesi (28 maggio 1758) e l'erede venne cresciuto sotto la supervisione della madre, reggente in suo nome, una donna dal temperamento energico, ma illuminata. Il suo precettore fu il conte Eustach von Gorz, un nobile tedesco di valente estrazione scolastica ma noto per il suo distacco; un elemento più umano fu introdotto nel 1771, quando Christoph Martin Wieland venne nominato suo tutore. Nel 1774 il poeta Karl Ludwig von Knebel venne a Weimar come tutore del fratello, il giovane principe Federico Ferdinando Costantino, ed il giovane Carlo Augusto ebbe dunque modo di entrare in contatto anche con lui. In quello stesso anno i due fratelli compirono insieme un grand tour in Francia. Tornato in patria, a Francoforte, Knebel introdusse Carlo Augusto alla conoscenza del giovane Goethe, fatto che segnò l'inizio di una lunga amicizia.

### Matrimonio

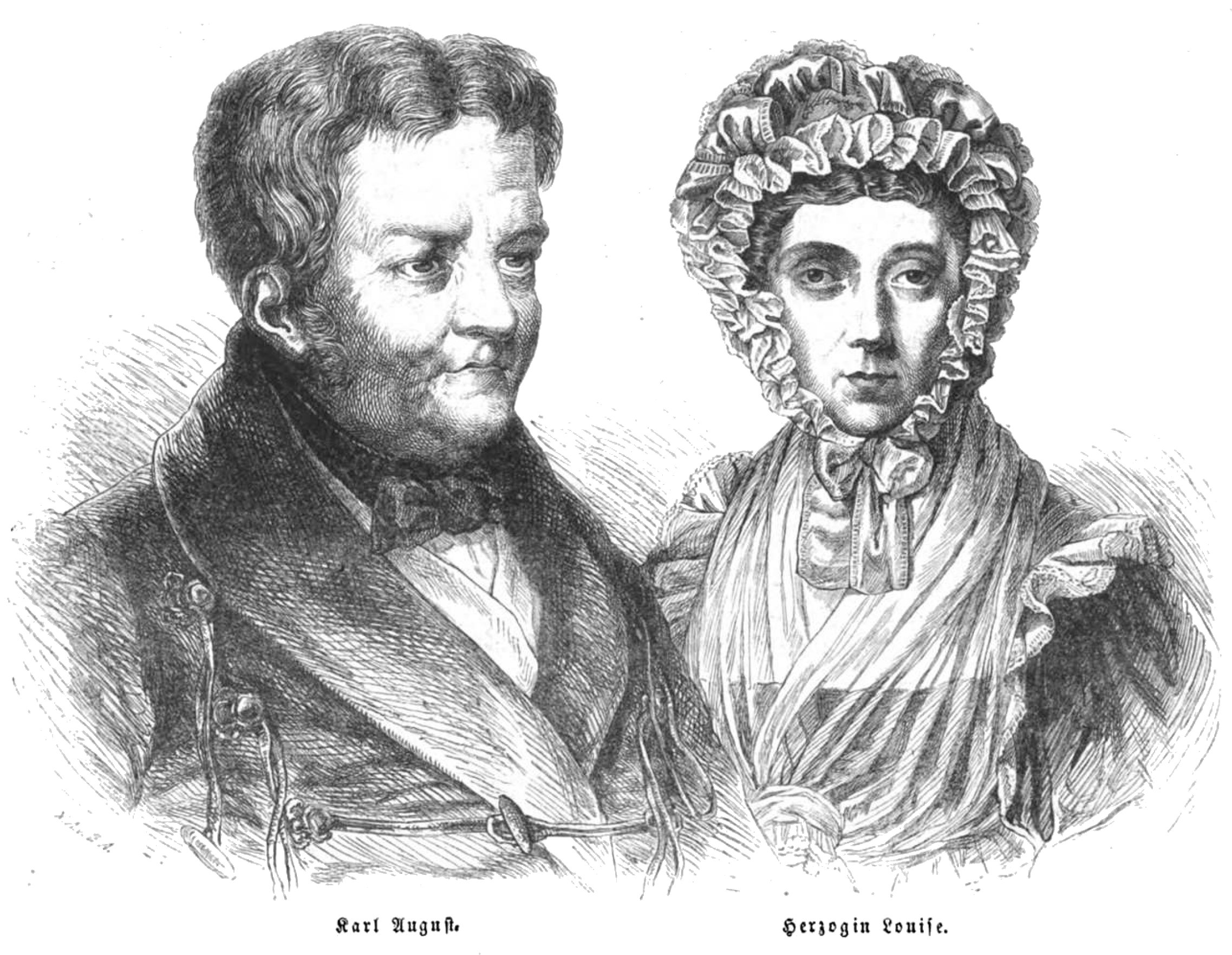
Il duca Carlo Augusto e la principessa Luisa Augusta d'Assia-Darmstadt in una stampa d'epoca

Carlo Augusto sposò nel 1775 Luisa Augusta d'Assia-Darmstadt (1757-1830), figlia del landgravio Luigi IX d'Assia-Darmstadt e di Carolina del Palatinato-Zweibrücken-Birkenfeld; da lei ebbe sei figli.

### Regno

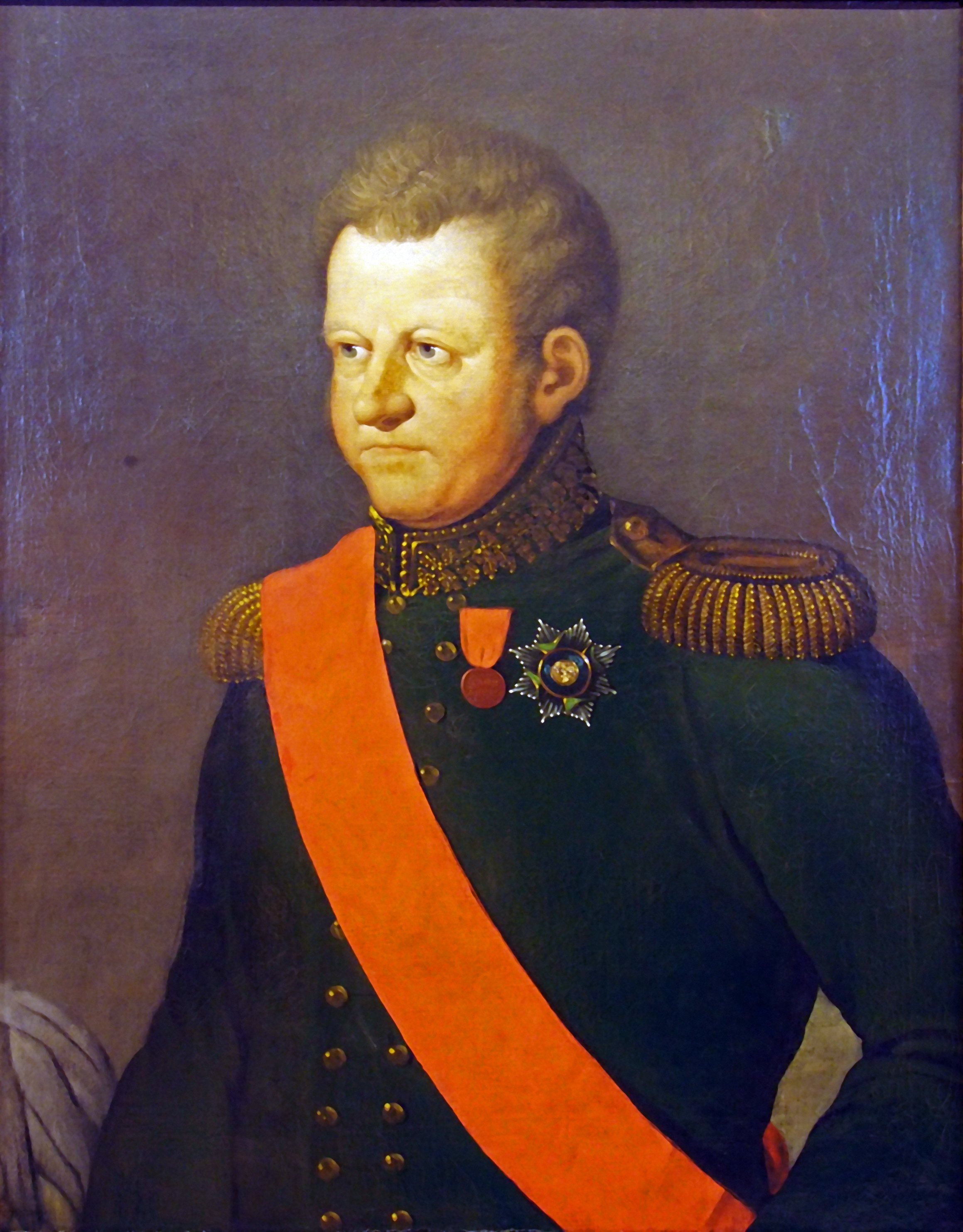
Il duca Carlo Augusto di Sassonia-Weimar-Eisenach ritratto da Ferdinand Jagemann nel 1816, Casa di Goethe, Francoforte sul Meno

A Karlsruhe, il 3 ottobre 1775, dopo il suo ritorno a Weimar, Carlo Augusto ottenne il governo del ducato, avendo raggiunto ormai la maggiore età. Uno dei primi atti del giovane duca fu quello di chiamare Goethe a Weimar e di nominarlo nel 1776 membro del suo consiglio privato.
Il duca era noto per essere un gran bevitore, ma nel contempo era anche un valente sportivo; le sue lunghe cavalcate nei boschi duravano intere giornate, concludendosi con soggiorni in locande locali. Tuttavia aveva anche gusti più raffinati: si interessava di letteratura, arte e scienza che contribuì personalmente a diffondere.
Le sue riforme furono tese soprattutto a migliorare il sistema scolastico del proprio paese: Herder venne chiamato a Weimar per riformare le istituzioni e le scuole locali, rendendo Weimar uno dei centri intellettuali per la formazione più quotati della Germania.

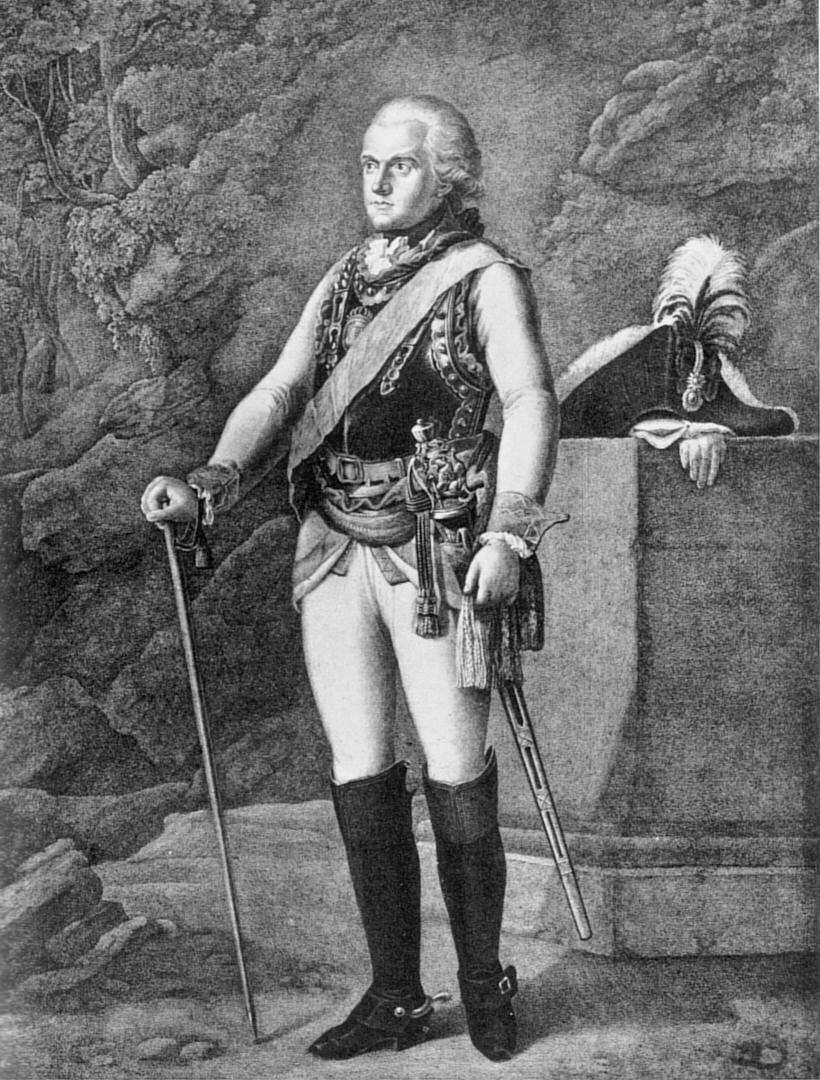
Carlo Augusto nelle vesti di generale prussiano in una litografia del 1787

Il 2 marzo 1782 divenne "Maestro" nella loggia "Amalia", assieme a Goethe, e sempre con Goethe aderì poi al movimento degli "Illuminati".
Nel frattempo, nello scacchiere della Germania e dell'Europa, Carlo Augusto poté godere della propria posizione di principe sovrano per guadagnare una certa influenza. Dovette affrontare la decadenza del Sacro Romano Impero e come tale fu tra i primi a prospettare l'idea di una Germania unita. I piani dell'imperatore Giuseppe II, che tendevano ad assorbire gran parte della Germania e dell'Europa sotto l'ala dell'aquila austriaca, lo fecero gettare a cuore aperto tra le braccia della Prussia: fu il primo promotore della lega dei principi filo-prussiani (Fürstenbund) nel 1785 che, sotto la guida di Federico il Grande, riuscì a vanificare i progetti di Giuseppe II.

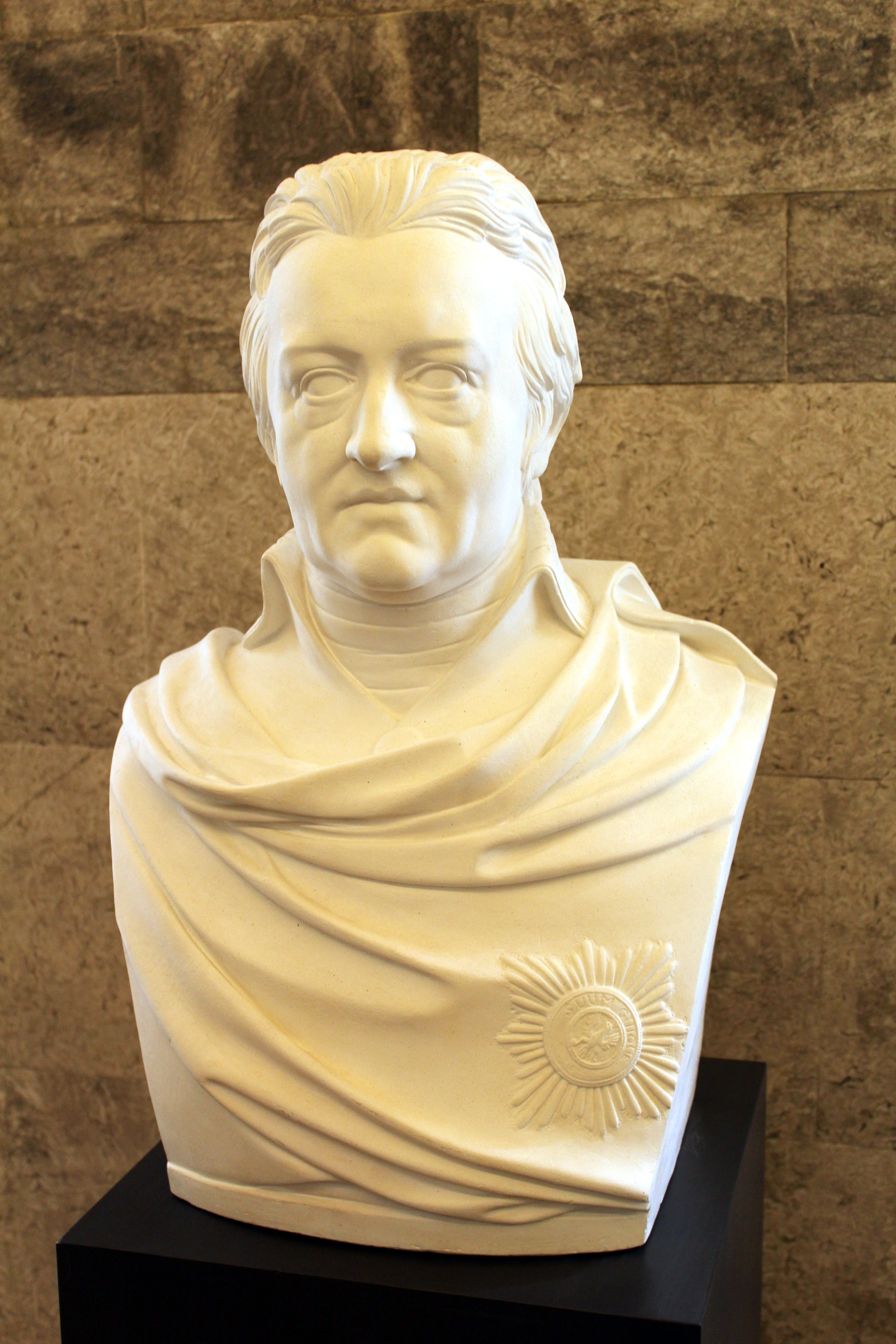
Busto del duca Carlo Augusto di Christian Friedrich Tieck

Egli non si illudeva comunque sulla perdita di potere dell'Austria, nemmeno quando nel 1787 il re di Prussia gli offrì la corona del Regno di Ungheria, qualora la Prussia stessa fosse riuscita ad impadronirsene. Nel 1788 Carlo Augusto prese servizio nelle armate prussiane col grado di maggior-generale, attivo nel comando di un reggimento. Fu presente, con Goethe, alla battaglia di Valmy nel 1792, nel 1793 all'assedio di Magonza ed alle battaglie di Pirmasens (14 settembre) e di Kaiserslautern (28-30 ottobre). Dopo di che, insoddisfatto dall'esercizio del potere militare, diede le proprie dimissioni.
L'ascesa al trono prussiano dell'amico, il re Federico Guglielmo III, si vide garantite nuove prospettive e tornò in servizio attivo. Seguì la disastrosa campagna di Jena (1806); il 14 ottobre, il giorno dopo la battaglia, Weimar venne saccheggiata e Carlo Augusto, per prevenire la confisca dei suoi territori, fu costretto ad aderire alla Confederazione del Reno coi filo-napoleonici. Da questo momento e sino alla campagna di Russia del 1812, il suo contingente prese parte alle guerre d'Europa sotto la bandiera napoleonica. Nel 1813 aderì alla Grande Alleanza e, dall'inizio del 1814, prese il comando di un reggimento di 30.000 uomini che avrebbe operato nei Paesi Bassi.

### Costituzione del Granducato

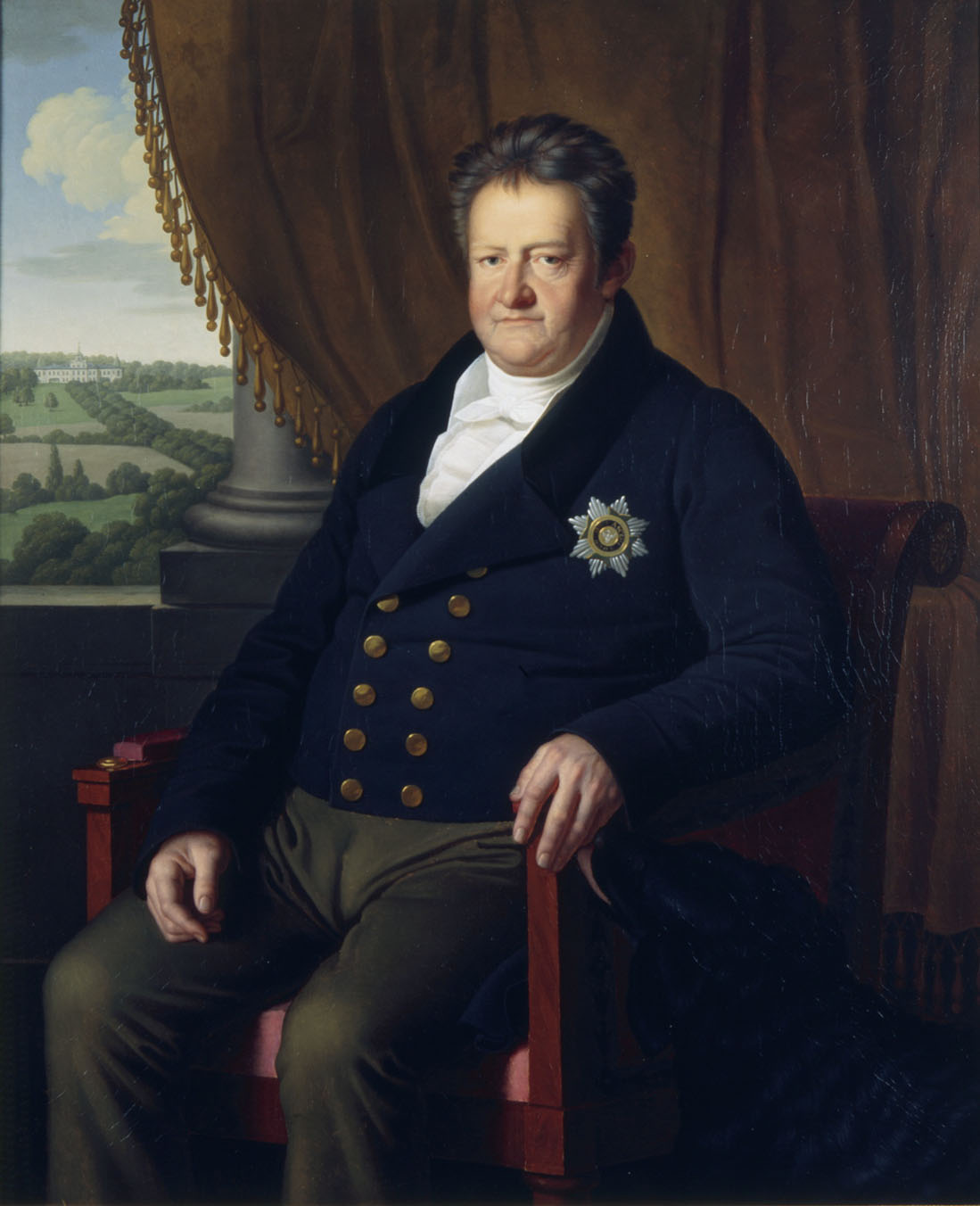
Ritratto di Carlo Augusto, granduca di Sassonia-Weimar-Eisenach di Heinrich Christoph Kolbe, 1822

Al Congresso di Vienna (1815) Carlo Augusto era presente di persona e si batté fortemente contro le decisioni prese, che escludevano il volere dei popoli, considerando solo la bramosia di potere dei principi. I suoi servizi nelle guerre di liberazione tuttavia gli fruttarono un'estensione dei territori ed il titolo di granduca (Großherzog), ma le sue attitudini liberali lo resero sempre sospetto alla nobiltà del Congresso e le sue mosse successive lo misero spesso in contrasto con le potenze più reazionarie. Egli fu il primo sovrano tedesco a concedere una costituzione al proprio popolo (5 maggio 1816).
Negli anni successivi visitò anche Milano ed il suo contado, per studiarne le più recenti tecnologie in atto, da riportare poi in Germania. In città ebbe modo di essere accolto e ricordato con grande onore, e lo stesso granduca ricordò Milano sempre con grande impressione; qui ebbe tra l'altro l'occasione di incontrare l'amico imprenditore Enrico Mylius, la cui moglie, originaria di Weimar, aveva molto incoraggiato il granduca a compiere questa visita.

### Morte

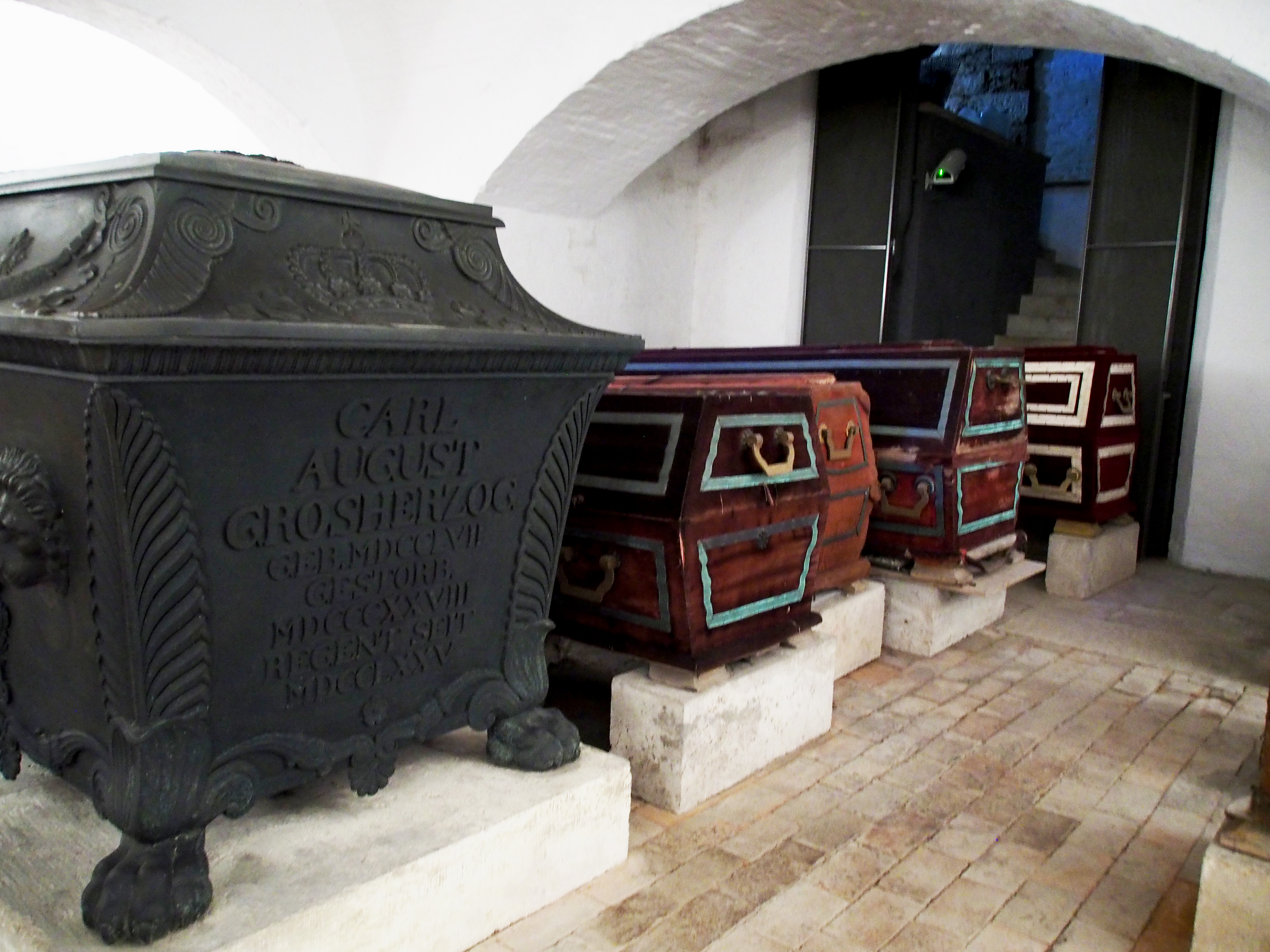
La tomba di Carlo Augusto di Sassonia-Weimar-Eisenach nella Cripta dei Principi del cimitero storico di Weimar

Carlo Augusto morì a Graditz il 14 giugno 1828 e le sue spoglie vennero quindi traslate nel cimitero storico di Weimar, nella Cripta dei Principi, accompagnate da un gran seguito di popolo.

## Discendenza

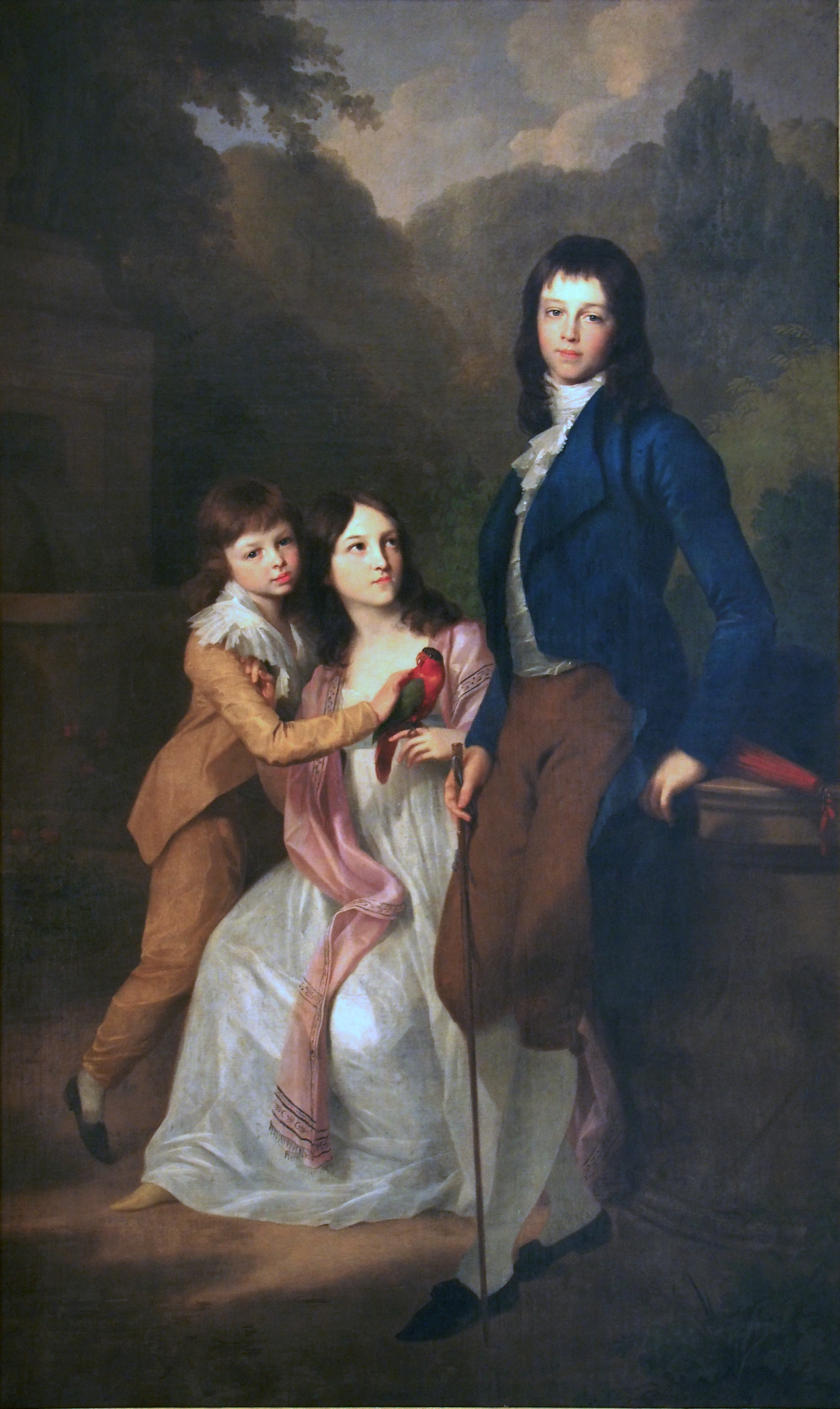
Carlo Federico, Carolina Luisa e Carlo Bernardo ritratti da Johann Friedrich August Tischbein nel 1798, Castello di Weimar

Il granduca Carlo Augusto e la principessa Luisa Augusta d'Assia-Darmstadt ebbero sei figli:
- Luisa Augusta Amalia (1779 – 1784)
- una figlia nata e deceduta nel 1781
- Carlo Federico (1783 – 1853), suo successore nel Granducato
- un figlio nato e deceduto nel 1785
- Carolina Luisa (1786 – 1816), andata sposa a Federico Ludovico di Meclemburgo-Schwerin (1778 –1819)
- un figlio nato e deceduto nel 1789
- Bernardo Carlo (1792 – 1862)

### Relazioni extraconiugali
Inoltre Carlo Augusto ebbe numerose relazioni extraconiugali dalle quali nacquero più figli.
- da Eva Dorotea Wiegand ( 1755 – 1828) ebbe:
  - Giovanni Carlo Sebastiano (Stützerbach, 9 giugno 1779 – Weimar, 28 giugno 1830), che il 22 aprile 1817 sposò Anna Federica Enrichetta Müller. La coppia ebbe tre figli, deceduti probabilmente in giovane età;
- da Luisa Rudorf (1777 – 1852) ebbe:
  - Carlo Guglielmo di Knebel (Templin, 18 gennaio 1796 – Jena, 16 novembre 1861), sposato prima con Federica di Geusau (6 febbraio 1825), dalla quale ebbe un figlio deceduto prima che essi divorziassero nel 1837, e poi, in seconde nozze, il 14 maggio 1839, con Giuseppina Carolina Emilia Trautmann, dalla quale ebbe due figlie ed un figlio;
- da Anna Augusta Federica Engler (9 gennaio 1774 – 4 giugno 1813):
  - Federico Guglielmo Enrico Beyer (21 marzo 1805 – 18. Settembre 1898)
- dall'attrice Enrichetta Carolina Federica Jagemann (1777 – 1848), nominata Signora di Heygendorff:
  - Carlo di Wolfgang, (Weimar, 25 dicembre 1806 – Dresda, 17 febbraio 1895), dal 1809 Carlo di Heygendorff. Egli fu figlioccio di Goethe. Si sposò tre volte: il 1º giugno 1831, con Meta Abegg, dalla quale ebbe tre figli (il primo morì infante) e che morì subito dopo la nascita del terzo; il 10 ottobre 1836, con Teresa di Watzdorf, dalla quale ebbe un figlio e tre figlie, ma la moglie morì nel 1841; infine il 24 dicembre 1848 sposò la baronessa Rosa di Koenneritz, dalla quale ebbe un figlio. La sua discendenza, attraverso il secondo figlio di Meta Abegg, è giunta fino ai giorni nostri;
  - Augusto di Heygendorff (Weimar, 10 agosto 1810 – d. Dresda, 23 gennaio 1874);
  - Marianna di Heygendorff (Weimar, 8 aprile 1812 –  Gravenhage 10 agosto 1836), andata sposa il 15 ottobre 1835 a Daniele, Barone di Tindal.

## Ascendenza
|                                                |                                             |                                                                 | Genitori                                                     |  |  | Nonni |  |  | Bisnonni                                |  |  | Trisnonni                              |  |
|                                                |                                             |                                                                 |                                                              |  |  |       |  |  | Giovanni Ernesto III di Sassonia-Weimar |  |  | Giovanni Ernesto II di Sassonia-Weimar |  |
|                                                |                                             |                                                                 |                                                              |  |  |       |  |  | Giovanni Ernesto III di Sassonia-Weimar |  |  | Giovanni Ernesto II di Sassonia-Weimar |  |
|                                                |                                             | Cristina Elisabetta di Schleswig-Holstein-Sonderburg-Franzhagen |                                                              |  |  |       |  |  | Giovanni Ernesto III di Sassonia-Weimar |  |  |                                        |  |
| Ernesto Augusto I di Sassonia-Weimar           |                                             |                                                                 |                                                              |  |  |       |  |  | Giovanni Ernesto III di Sassonia-Weimar |  |  |                                        |  |
|                                                |                                             | Sofia Augusta di Anhalt-Zerbst                                  | Giovanni VI di Anhalt-Zerbst                                 |  |  |       |  |  |                                         |  |  |                                        |  |
|                                                |                                             | Sofia Augusta di Anhalt-Zerbst                                  | Giovanni VI di Anhalt-Zerbst                                 |  |  |       |  |  |                                         |  |  |                                        |  |
|                                                |                                             | Sofia Augusta di Anhalt-Zerbst                                  | Sofia Augusta di Holstein-Gottorp                            |  |  |       |  |  |                                         |  |  |                                        |  |
| Ernesto Augusto II di Sassonia-Weimar-Eisenach |                                             | Sofia Augusta di Anhalt-Zerbst                                  |                                                              |  |  |       |  |  |                                         |  |  |                                        |  |
|                                                |                                             | Giorgio Federico Carlo di Brandeburgo-Bayreuth                  | Cristiano Enrico di Brandeburgo-Kulmbach                     |  |  |       |  |  |                                         |  |  |                                        |  |
|                                                |                                             | Giorgio Federico Carlo di Brandeburgo-Bayreuth                  | Cristiano Enrico di Brandeburgo-Kulmbach                     |  |  |       |  |  |                                         |  |  |                                        |  |
|                                                |                                             | Giorgio Federico Carlo di Brandeburgo-Bayreuth                  | Sofia Cristiana di Wolfstein                                 |  |  |       |  |  |                                         |  |  |                                        |  |
| Sofia Carlotta di Brandeburgo-Bayreuth         |                                             | Giorgio Federico Carlo di Brandeburgo-Bayreuth                  |                                                              |  |  |       |  |  |                                         |  |  |                                        |  |
|                                                |                                             | Dorotea di Schleswig-Holstein-Sonderburg-Beck                   | Federico Luigi di Schleswig-Holstein-Sonderburg-Beck         |  |  |       |  |  |                                         |  |  |                                        |  |
|                                                |                                             | Dorotea di Schleswig-Holstein-Sonderburg-Beck                   | Federico Luigi di Schleswig-Holstein-Sonderburg-Beck         |  |  |       |  |  |                                         |  |  |                                        |  |
|                                                |                                             | Dorotea di Schleswig-Holstein-Sonderburg-Beck                   | Luisa Carlotta di Schleswig-Holstein-Sonderburg-Augustenburg |  |  |       |  |  |                                         |  |  |                                        |  |
| Carlo Augusto di Sassonia-Weimar-Eisenach      |                                             | Dorotea di Schleswig-Holstein-Sonderburg-Beck                   |                                                              |  |  |       |  |  |                                         |  |  |                                        |  |
|                                                | Ferdinando Alberto II di Brunswick-Lüneburg | Ferdinando Alberto I di Brunswick-Lüneburg                      |                                                              |  |  |       |  |  |                                         |  |  |                                        |  |
|                                                | Ferdinando Alberto II di Brunswick-Lüneburg | Ferdinando Alberto I di Brunswick-Lüneburg                      |                                                              |  |  |       |  |  |                                         |  |  |                                        |  |
|                                                | Ferdinando Alberto II di Brunswick-Lüneburg | Cristina d'Assia-Eschwege                                       |                                                              |  |  |       |  |  |                                         |  |  |                                        |  |
| Carlo I di Brunswick-Wolfenbüttel              | Ferdinando Alberto II di Brunswick-Lüneburg |                                                                 |                                                              |  |  |       |  |  |                                         |  |  |                                        |  |
|                                                |                                             | Antonietta Amalia di Brunswick-Wolfenbüttel                     | Luigi Rodolfo di Brunswick-Lüneburg                          |  |  |       |  |  |                                         |  |  |                                        |  |
|                                                |                                             | Antonietta Amalia di Brunswick-Wolfenbüttel                     | Luigi Rodolfo di Brunswick-Lüneburg                          |  |  |       |  |  |                                         |  |  |                                        |  |
|                                                |                                             | Antonietta Amalia di Brunswick-Wolfenbüttel                     | Cristina Luisa di Oettingen-Oettingen                        |  |  |       |  |  |                                         |  |  |                                        |  |
| Anna Amalia di Brunswick-Wolfenbüttel          |                                             | Antonietta Amalia di Brunswick-Wolfenbüttel                     |                                                              |  |  |       |  |  |                                         |  |  |                                        |  |
|                                                |                                             | Federico Guglielmo I di Prussia                                 | Federico I di Prussia                                        |  |  |       |  |  |                                         |  |  |                                        |  |
|                                                |                                             | Federico Guglielmo I di Prussia                                 | Federico I di Prussia                                        |  |  |       |  |  |                                         |  |  |                                        |  |
|                                                |                                             | Federico Guglielmo I di Prussia                                 | Sofia Carlotta di Hannover                                   |  |  |       |  |  |                                         |  |  |                                        |  |
| Filippina Carlotta di Prussia                  |                                             | Federico Guglielmo I di Prussia                                 |                                                              |  |  |       |  |  |                                         |  |  |                                        |  |
|                                                |                                             | Sofia Dorotea di Hannover                                       | Giorgio I di Gran Bretagna                                   |  |  |       |  |  |                                         |  |  |                                        |  |
|                                                |                                             | Sofia Dorotea di Hannover                                       | Giorgio I di Gran Bretagna                                   |  |  |       |  |  |                                         |  |  |                                        |  |
|                                                |                                             | Sofia Dorotea di Hannover                                       | Sofia Dorotea di Celle                                       |  |  |       |  |  |                                         |  |  |                                        |  |
|                                                |                                             | Sofia Dorotea di Hannover                                       |                                                              |  |  |       |  |  |                                         |  |  |                                        |  |